# Maastricht
Mastrique (em neerlandês: Maastricht) é uma cidade dos Países Baixos com 122 491 habitantes (2017). É uma das mais antigas cidades neerlandesas e, hoje, é capital da província neerlandesa de Limburgo. Espalha-se por ambas as margens do rio Mosa (em neerlandês Maas), na extremidade sudoeste dos Países Baixos, num território estreito, encravado entre a Bélgica e a Alemanha. O nome da cidade deriva dos seus nomes latinos, Traiectum ad Mosam e Mosae Traiectum (Travessia da Mosa), que se refere à ponte construída pelos romanos durante o reinado de César Augusto.
Há várias instituições que se localizam na cidade, entre as quais a Universidade de Mastrique (Universiteit van Maastricht) e o Museu Bonnefanten, de arte.
A sul da cidade situa-se o Sint-Pietersberg ("monte São Pedro"), onde se ergue um forte antigo e uma rede de grutas, que mantêm uma temperatura constante de dez graus Celsius e que servem de local de hibernação para morcegos. Em certas épocas do ano, podem-se visitar as grutas em visitas guiadas. Essas cavernas foram construídas pelos romanos há 2000 anos e têm, aproximadamente, oito quilómetros de extensão. Durante a Segunda Guerra Mundial, abrigou de 30 000 a 40 000 pessoas. Dentro da caverna, onde se podem apreciar pinturas feitas no decorrer de sua história.
Está ligada por caminho de ferro até Liège e até Eindhoven. Compartilha um aeroporto com a cidade alemã de Aachen.
Foi nessa cidade que, no ano de 1992 foi assinado o tratado de Maastricht, que veio a substituir o tratado de Roma de 1957. Tinha, como objetivo principal, a unificação monetária europeia, através do Euro, realizada em 1 de janeiro de 2002.
Foi homenageada pelo maestro André Rieu na canção "Ode Aan Maastricht" (ou "Ode to Maastricht").

## Geografia
Maastricht é a capital da província de Limburgo, no sudeste dos Países Baixos,  em uma posição estratégica nas margens do rio Maas. Localizando-se longe do mar, o clima na região é, comparado ao resto do país, mais frio no inverno e mais quente no verão. A cidade fica a uma longitude de 5.690973 E, latitude de  50.851368 N e altitude de 54m.

### Clima

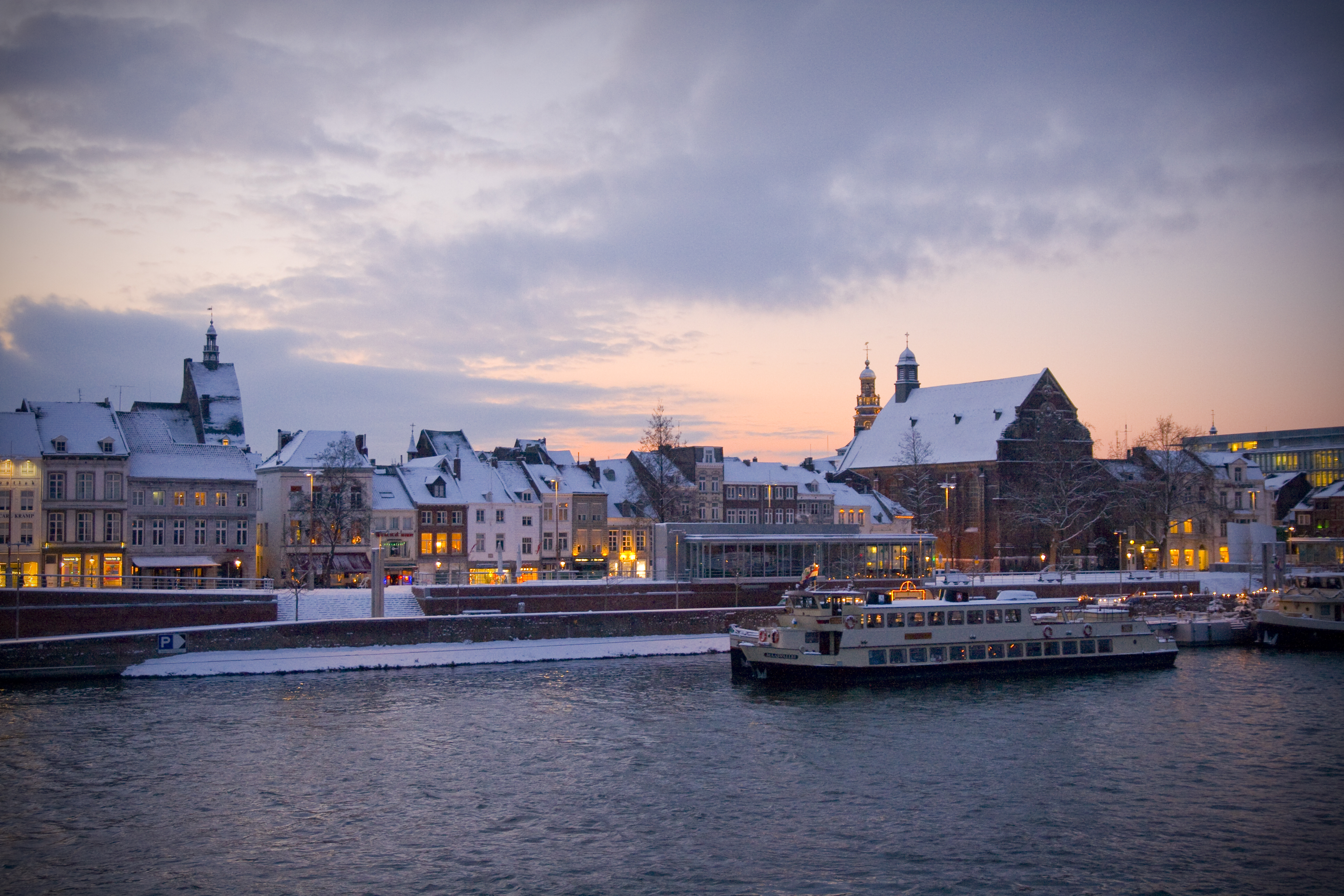
Pôr do sol após dia nevado em Maastricht

O clima de Maastricht é oceânico temperado (Cfb), com uma temperatura média anual de 10,7 °C e 918mm de precipitação. Na cidade, o verão é relativamente quente e parcialmente nublado e o inverno é muito frio, de ventos fortes e parcialmente nublado. Durante o ano a temperatura varia entre 1 °C e 24 °C, raramente abaixo de -6 °C ou acima de 30 °C. O mês com a maior média máxima de temperatura é agosto (22,9 °C) e o com a menor é janeiro (4,7 °C). O mês com a maior média mínima de temperatura é agosto (13,9 °C) e o com a menor é janeiro (0,7 °C). A temporada quente dura por 3,1 meses, de 6 de junho a 9 de setembro, quando há uma temperatura média máxima acima de 20 °C. A temporada fria dura por 3,7 meses, de 18 de novembro a 9 de março, quando há uma temperatura média máxima abaixo de 9 °C. O dia mais quente nos últimos cem anos foi registrado em julho de 2015, uma temperatura de 38,2 °C.
O mês com mais precipitação é dezembro (93mm) e o com menos é abril (60mm). Os meses com mais chuva são junho e dezembro (49mm) e o com menos éabril (21mm). O mês com mais dias de chuva é junho (17,2) e o com menos é setembro (11,3). O mês com mais neve é janeiro (46mm) e os com menos são abril, maio, junho, julho, agosto, setembro e outubro (0mm). O mês com mais dias de neve é fevereiro (5,5) e os com menos são maio, junho, julho, agosto, setembro e outubro (0).

### Demografia

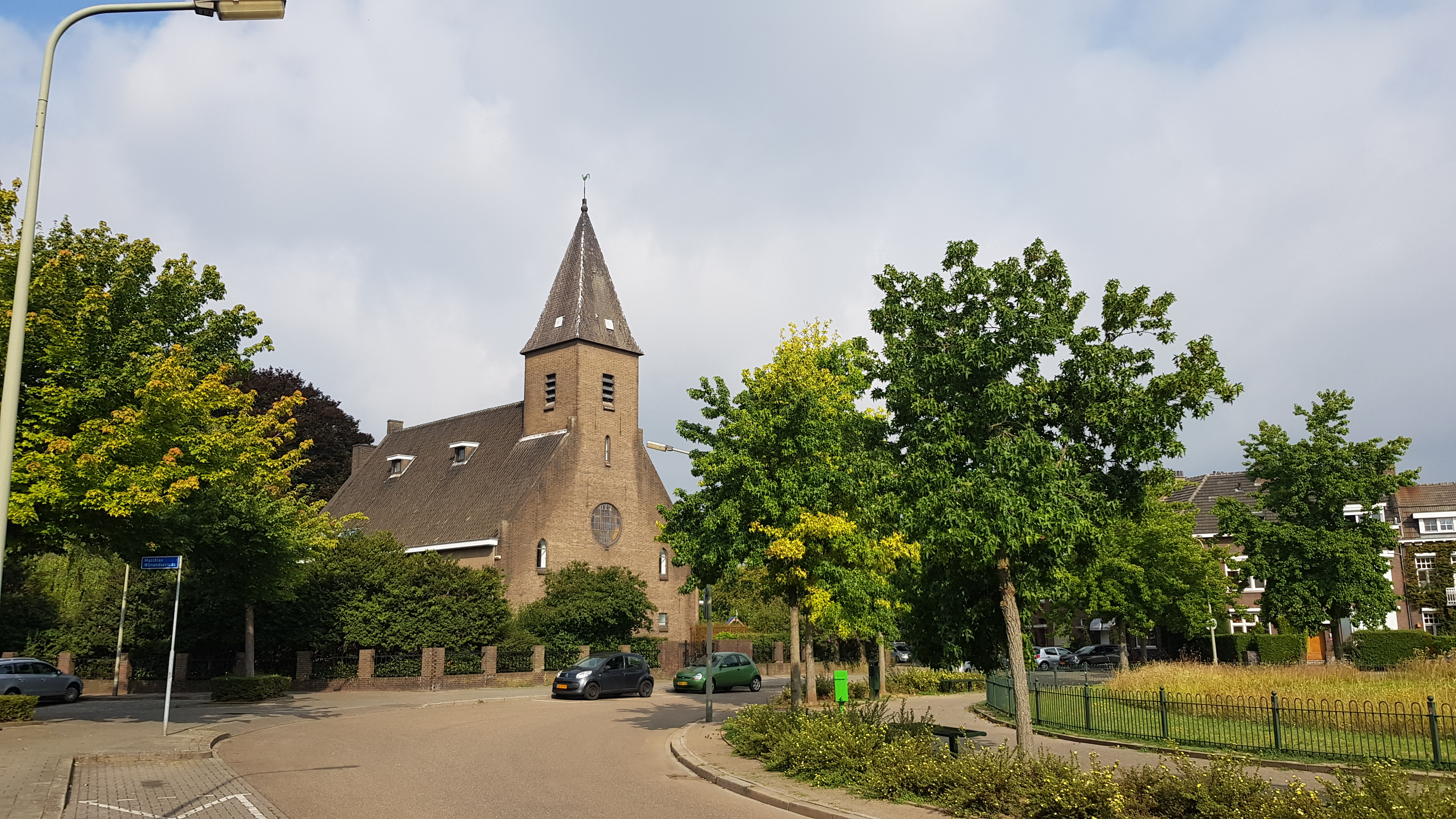
Igreja em Maastricht

A população em Maastricht em 1 de janeiro de 2019 era de 121.565 habitantes, constituindo uma densidade demográfica de 2.171 habitantes por quilômetro quadrado. Da população total, 58.219 eram homens e 63.346 eram mulheres. Em uma estimativa de 2020, haviam 15.706 pessoas entre 0-17 anos (12,9%), 79.612 entre 18-64 anos (65,5%) e 26.257 de 65 anos acima (21,6%). A taxa de natalidade era de 7 nascimentos por mil habitantes, e a taxa de mortalidade era de 10,7 mortes por mil habitantes.
Em uma estimativa de 2019, 102.004 habitantes da cidade eram cidadãos neerlandeses, 11.537 eram de outros países da União Europeia e o Reino Unido e 8.024 eram de outras nacionalidades. O lugar de nascimento dos pais mais comum, além dos Países Baixos (82.410), eram Turquia (1.621), Marrocos (1.704), as Antilhas Neerlandesas (658) e Suriname (349), 25.341 nascidos em países ocidentais e 9.372 em outros países. Tradicionalmente, a região de Maastricht era Católica Romana, porém nos dias atuais o islamismo está tornando-se mais popular.

## Personalidades
- Peter Debye (1884-1966), prémio Nobel da Química de 1936